# Martina Cariddi
Martina Basanta Cariddi (ur. 30 maja 2001 w Madrycie) – hiszpańska aktorka.

## Życiorys
Urodziła się 30 maja 2001 w Madrycie. Uczyła się aktorstwa od 2010 roku w Miejskiej Szkole Sztuki Dramatycznej w Madrycie i uczęszczała na wiele kursów. Zadebiutowała na ekranie w 2017 roku w filmie Niewidzialny strażnik, a rok później zagrała w serialu Cuéntame. Ponadto zagrała w takich produkcjach jak Póki trwa wojna, Muere Padre Muere oraz La Tarotista. W 2021 roku odegrała jedną z głównych ról w serialu Szkoła dla elity.

### Życie prywatne
Jest w związku z Ivanem Pellicerem.

## Filmografia
| Rok  | Tytuł                 | Rola               |
| ---- | --------------------- | ------------------ |
| 2017 | Niewidzialny strażnik |                    |
| 2018 | Cuéntame              | Laura              |
| 2019 | Póki trwa wojna       | nastoletnia Concha |
| 2021 | Muere Padre Muere     | Eva                |
| 2021 | La Tarotista          | ona sama           |
| 2021 | Szkoła dla elity      | Mencía Blanco      |